# Kim Bum
Kim Bum (hangul: 김범, ur. 7 lipca 1989), właśc. Kim Sang-bum (hangul: 김상범) – południowokoreański aktor, tancerz, piosenkarz i model. Najbardziej znany z roli So Yi-junga w serialu Kkotboda namja.
Ukończył studia na Uniwersytecie Chung-Ang na wydziale filmu i teatru.

## Filmografia

### Filmy
| Rok  | Tytuł                                                                     | Rola         |
| ---- | ------------------------------------------------------------------------- | ------------ |
| 2008 | Ddeugeoungeos-i jo-a                                                      | Lee Ho-jae   |
| 2008 | Gosa: Piui Jung-gangosa                                                   | Kang Hyeon   |
| 2009 | Bisang                                                                    | Si-beom      |
| 2013 | Młody detektyw Dee i potwór z głębin morskich                             | Yuan Zhen    |
| 2013 | Psychometry                                                               | Kim Joon     |
| 2015 | Ai wo jiu pei wo kan dianying (爱我就陪我看电影)                          | Lin Jun      |
| 2015 | Chongsheng airen (重生爱人)                                               | Jiang Suying |
| 2018 | Detective K: Secret of the Living Dead (kor. 조선명탐정: 흡혈괴마의 비밀) | Cheon-moo    |

### Telewizja
| Rok  | Tytuł                                             | Rola                               | Stacja telewizyjna |
| ---- | ------------------------------------------------- | ---------------------------------- | ------------------ |
| 2006 | Balchighan yeojadeul (발칙한 여자들)              | Jeong Hyeon-jun                    | MBC                |
| 2006 | Geochim-eops-i High Kick                          | Kim Bum                            | MBC                |
| 2008 | Eden-ui dongjjok                                  | Lee Dong-cheol (15 lat)            | MBC                |
| 2009 | Kkotboda namja                                    | So Yi-jung                         | KBS2               |
| 2009 | Dream                                             | Lee Jang-seok                      | SBS                |
| 2009 | Jibungttulgo High Kick                            | siostrzeniec Ja-ok (cameo, odc 72) | MBC                |
| 2010 | Ajikdo gyeolhonhago ship-eun yeoja                | Ha Min-jae                         | MBC                |
| 2010 | Haru: An Unforgettable Day in Korea (하루)        | fotograf                           |                    |
| 2011 | Padam padam... Geuwa geunyeoui simjangbakdongsori | Lee Gook-soo                       | JTBC               |
| 2012 | High Kick! Jjalb-eun dariui yeokseup              | cameo, odc 108                     | MBC                |
| 2013 | Geu gyeo-ul, baram-i bunda                        | Park Jin-sung                      | SBS                |
| 2013 | Bur-ui yeosin Jeong-i                             | Kim Tae-do                         | MBC                |
| 2014 | Wei shidai zhi lian (微时代之恋)                  | Ou Hui                             | QQLive             |
| 2015 | Shinbun-eul sumgyeora                             | Cha Gun-woo                        | tvN                |
| 2016 | Mrs. Cop 2                                        | Lee Ro-jun                         | SBS                |
| 2020 | Gumihodyeon                                       | Lee Rang                           | tvN                |

## Dyskografia
Albumy studyjne
- Home Town (2012)

Single
- Eve no sora (jap. 聖夜の空) (2009)

## Nagrody i nominacje
| Rok  | Ceremonia                     | Nagroda                                                              | Wynik     |
| ---- | ----------------------------- | -------------------------------------------------------------------- | --------- |
| 2007 | 1. Mnet 20's Choice Awards    | Najlepsza para (razem z Kim Hye-sung) (Geochim-eops-i High Kick)     | Wygrana   |
| 2008 | 2. Korea Drama Awards         | Nagroda Internautów (Eden-ui dongjjok)                               | Wygrana   |
| 2009 | 45. Baeksang Arts Awards      | Najlepszy nowy aktor telewizyjny (Eden-ui dongjjok)                  | Nominacja |
| 2009 | 3. Mnet 20's Choice Awards    | Hot Drama Star, Male (Kkotboda namja)                                | Nominacja |
| 2009 | 4. Andre Kim Best Star Awards | Male Star Award                                                      | Wygrana   |
| 2009 | SBS Drama Awards              | New Star Award (Dream)                                               | Wygrana   |
| 2009 | KBS Drama Awards              | Best New Actor (Kkotboda namja)                                      | Nominacja |
| 2010 | 1. Barbie and Ken Awards      | Korean Ken                                                           | Wygrana   |
| 2013 | 49. Baeksang Arts Awards      | Najlepszy nowy aktor filmowy (Psychometry)                           | Nominacja |
| 2013 | SBS Drama Awards              | Excellence Award, Actor in a Miniseries (Geu gyeo-ul, baram-i bunda) | Nominacja |
| 2016 | SBS Drama Awards              | Excellence Award, Actor in a Genre Drama (Mrs. Cop 2)                | Nominacja |